# 亚历山大·波韦特金
亚历山大·波韦特金（俄语：Алекса́ндр Пове́ткин，1979年9月2日—），出生於俄罗斯库尔斯克，是俄罗斯拳击运动员。他曾参加2004年雅典奥运，获得男子超重量级项目的金牌。